# Dipartimento di La Pendé
Il dipartimento di La Pendé è un dipartimento del Ciad facente parte della provincia del Logone Orientale. Il capoluogo è Doba.

## Comuni
Il dipartimento comprende i seguenti comuni:
- Doba
- Kara
- Madana